# Totální syntéza chininu
Totální syntéza chininu, léčiva na malárii, byla vyvíjena 150 let. Její vyřešení je považováno za průlom v organické syntéze, i když nebyla nikdy průmyslově využita, protože se chinin získává z přírodních zdrojů. Gilbert Stork oznámil v roce 2001 první stereoselektivní totální syntézu této látky, přestože něco podobného oznámili již Robert Burns Woodward a William von Eggers Doering v roce 1944, kterým se ovšem nepovedlo provést navrženou přeměnu posledního syntetického meziproduktu, chinotoxinu, na chinin. Tato přeměna byla úspěšně provedena až v roce 2007.

## Struktura
Molekula chininu obsahuje aromatické chinolinové jádro, na které je navázána methoxy skupina. Aminová složka má chinuklidinový řetězec a na methylenový můstek je navázán hydroxyl. V poloze 3 se nachází vinylová skupina. Molekula je opticky aktivní, jelikož obsahuje pět stereocenter, kde N1 a C4 tvoří jednu asymetrickou jednotku, což vede k 16 možným stereoizomerům a syntézu ztěžuje.

## Historie
- 1817: Pierre Joseph Pelletier a Joseph Caventou provedli první izolaci chininu z  chinovníku.
- 1853: Louis Pasteur získal chinotoxin (také nazývaný chinicin) kysele katalyzovanou izomerizací chininu.[1]

- 1856: William Henry Perkin se pokusil připravit chinin oxidací N-allyltoluidinu, když se domníval, že dva ekvivalenty této látky se souhrnným vzorcem C10H13N se třemi ekvivalenty kyslíku vytvoří jeden ekvivalent  C20H24N2O2 (souhrnný vzorec chininu) a jeden ekvivalent vody.[2] Jeho oxidační reakce dalších toluidinů vedly k objevu mauveinu. Průmyslový význam mauveinu vedl ke vzniku chemického průmyslu.

- 1907: Paul Rabe našel správný strukturní vzorec chininu.[3]
- 1918: Paul Rabe a Karl Kindler vytvořili chinin z chinotoxinu[4] obrácením Pasteurovy reakce. Nedostatek experimentálních důkazů byl téměř o století později předmětem sporů.

Prvním krokem je zde reakce bromnanu sodného s chinotoxinem za vzniku N-bromovaného meziproduktu s pravděpodobnou strukturou 2. Následuje oxidace ethoxidem sodným v ethanolu. V zásaditém reakčním prostředí dochází k přeměně chininonu na chinidinon přes enolový meziprodukt a k mutarotaci. Ve třetím kroku se redukuje keton práškovým hliníkem a ethoxidem sodným v ethanolu a vzniká chinin.
- 1939: Rabe a Kindler prozkoumali vzorek, který zbyl z experimentů z roku 1918 a izolovali a identifikovali chinin a jeho diastereomery chinidin, epichinin a epichinidin.[5]
- 1943: Vladimir Prelog a M. Proštenik přeměnili allylpiperidinový derivát homomerochinen na chinotoxin.[6] Homomerochinen byl vytvořen v několika krocích z cinchoninu (podobného chinidinu ale neobsahujícího methoxy skupinu):

Důležitou součástí tohoto postupu je Claisenova kondenzace:
- 1944: Robert Burns Woodward a W. E. Doering popsali syntézu chininu[7] z 7-hydroxyisochinolinu. Přestože tuto práci popsali jako totální syntézu chininu, tak ve skutečnosti vytvořili racemický homomerochinen, poté následovala o několik roků dříve Prelogem popsaná přeměna na chinotoxin (enantiomerně čistý po chirálním rozlišení).

- 1945: Woodward a Doering vydali další článek ohledně chininu.[8]
- 1974: Kijosi Kondo a Fumio Mori připravili racemický vinyl-gama-lakton, který se stal výchozím materiálem při Storkově totální syntéze z roku 2001.[9]

Výchozími látkami byly trans-but-2-en-1,4-diol a ethylorthoacetát; hlavnímn krokem byl Claisenův přesmyk.
- 1988: Byl připraven enantiomerně čistý lakton pomocí chirálního rozlišení:[10]

V tomto procesu reagoval racemický lakton v aminolýze s (S)-methylbenzylaminem za přítomnosti triethylhliníku na diastereomerní pár amidů, které byly odděleny sloupcovou chromatografií. S-enantiomer byl převeden zpět na S-lakton hydrolýzou roztokem hydroxidu draselného v ethylenglykolu, po čemž následovalo azeotropní uzavření kruhu.
- 2001: Gilbert Stork popsal stereoselektivní syntézu chininu.[11]

- 2007: Jeffrey I. Seeman v 30stránkovém článku potvrdil správnost Woodwardovy–Doeringovy–Rabeovy–Kindlerovy totální syntézy.[12]
- 2008: Byla potvrzena Rabeova příprava chininu z d-chinotoxinu.[13]

- 2018: Nuno Maulide se svými spolupracovníky popsal totální syntézu chininu s využitím aktivace vazby uhlík-vodík a vytvořil analogy s lepší protimalarickou aktivitou.[14]

## Storkova totální syntéza
Storkova syntéza chininu začíná u (S)-4-vinylbutyrolaktonu 1, získaného chirálním rozlišením; k tvorbě všech stereogenních center se používá asymetrická indukce a součástí syntézy nejsou žádné asymetrické kroky.
| Storkova syntéza chininu I |  | Storkova syntéza chininu II |
| Storkova syntéza chininu   |  | Zavedení C8 a dusíku        |

U laktonu proběhlo otevření kruhu diethylaminem za vzniku amidu 2 a jeho hydroxylová skupina byla ochráněna terc-butyldimethylsilyletherem (TBS) (3). Uhlíkové atomy C5 a C6 byly přidány reakcí jodethanolu chráněného terc-butyldifenylsilylovou skupinou (TBDPS) nukleofilní substituční reakcí s diisopropylamidem lithným při −78 °C za vzniku 4 se správnou stereochemií. Oddělením silylové chránicí skupiny kyselinou p-toluensulfonovou se vytvořil alkohol 4b a uzavřením kruhu při azeotropní destilací se obnovila laktonová struktura 5 (přímá alkylace 1 nebyla úspěšná).
Lakton se poté zredukoval diisobutylaluminiumhydridem na laktol 5b a volný aldehyd vstoupil do Wittigovy reakce s methoxymethylentrifenylfosfinem za vzniku enoletheru 6. Hydroxylová skupina byla prostřednictvím Micunobovou reakcí s difenylfosforylazidem nahrazena azidovou 7 a kyselou hydrolýzou se vytvořil azidoaldehyd 8.
| Storkova syntéza chininu III |  | Storkova syntéza chininu IV |
| První uzavírání kruhu        |  | Druhé uzavírání kruhu       |

Methylová skupina 6-methoxy-4-methylchinolinu 9 je dostatečně kyselá na to, aby její anion mohl vstoupit do nukleofilní adice za přítomnosti diisopropylamidu lithného na aldehyd 8 za vzniku sloučeniny 10 jako směsi epimerů. Stereochemie zde není důležitá, protože v dalším kroku proběhla Swernova oxidace alkoholu na keton 11. Staudingerovou reakcí s trifenylfosfinem se uzavřel kruh mezi ketonem a azidem a vznikl derivát tetrahydropyridinu 12. Iminový substituent této sloučeniny byl zredukován borohydridem sodným na amin 13 se správnou stereospecifitou. Poté byla odstraněna silylová chránicí skupina kyselinou fluorovodíkovou za tvorby alkoholu 14 a následovala aktivace navázáním mesylové odstupující skupiny reakcí s methansulfonylchloridem v pyridinem, což umožnilo uzavření třetího kruhu 15. V posledním kroku byla na C9 napojena hydroxylová skupina oxidací hydridem sodným v dimethylsulfoxidu a kyslíkem; poměr chininu a epichininu v produktech byl 14:1.

## Woodwardova–Doeringova syntéza
Woodwardova–Doeringova syntéza zahrnuje vytvoření chinuklidinového řetězce z 7-hydroxyisochinolinu (známého od roku 1895) 3 přeměnou stabilního aromatického heterocyklu na plně nasycený bicyklický kruh ve dvou krocích.
| Woodwardova-Doeringova syntéza chininu I |  | Woodwardova-Doeringova syntéza chininu II |
| Woodwardova-Doeringova syntéza chininu I |  | Woodwardova-Doeringova syntéza chininu II |

Prvním krokem je kondenzace 3-hydroxybenzaldehydu 1 s diacetalem aminoacetaldehydu za vzniku iminu 2, po níž následuje cyklizace v koncentrované kyselině sírové. Isochinolin 3 byl následně alkylován další kondenzací s formaldehydem a piperidinem a produkt izolován jako sodná sůl 4.
| Woodwardova-Doeringova syntéza chininu III |
| Woodwardova-Doeringova syntéza chininu III |

Hydrogenace piperidinu methoxidem sodným v methanolu po dobu 10 hodin při 220 °C uvolnila methylovou skupinu u 5. Druhou hydrogenaci, katalyzovanou Adamsovým katalyzátorem v kyselině octové vznikl tetrahydroisochinolin 6. Další hydrogenace neproběhla, dokud nebyla aminová skupina acylována acetanhydridem v methanolu, sloučenina 7 ovšem prošla opětovnou hydrogenací Raneyovým niklem v ethanolu za 150 °C a vysokého tlaku na dekahydroisochinolin 8. Směs cis- a trans izomerů se následně zoxidovala kyselinou chromovou v kyselině octové na keton 9. Pouze cis-izomer vykrystalizoval a byl použit v dalším kroku, otevírání kruhu ethylnitritem a ethoxidem sodným v ethanolu za vzniku meziproduktu 10 obsahujícího esterovou a oximovou skupinu. Oxim byl hydrogenován na amin 11 platinou v kyselině octové a takto vytvořená sloučenina prošla alkylací jodmethanem za tvorby kvartérní amonné soli 12 a následně the betainu 13 po reakci s oxidem stříbrným.
Vinylová skupina se vytvořila Hofmannovou eliminací za použití vodného roztoku hydroxidu sodného při 140 °C. Došlo přitom k hydrolýze esteru i amidu, nebyl však izolován amin, nýbrž močovina 14, a to po reakci s kyanatanem draselným. V následujícím kroku byla karboxylová kyselina esterifikována ethanolem a močovinová skupina nahrazena benzoylovou. Konečným krokem byla Claisenova kondenzace 15 s ethylchininátem 16, kde po přidání kyseliny vznikl racemický chinotoxin 17. Požadovaný enantiomer byl získán chirálním rozlišením pomocí chirálního dibenzoylesteru kyseliny vinné. Přeměna chinotoxinu na chinin proběhla Rabeovou–Kindlerovou metodou.